# Eremias quadrifrons
Eremias quadrifrons är en ödleart som beskrevs av Strauch 1876. Eremias quadrifrons ingår i släktet löparödlor och familjen lacertider. Inga underarter finns listade i Catalogue of Life.
Arten förekommer i norra Kina i provinsen Inre Mongoliet. Den lever i öknar. Honor lägger ägg. Levnadssättet är okänt.
Det är inget känt om populationens storlek och möjliga hot. IUCN listar arten med kunskapsbrist (DD).